# Geografie van Kroatië

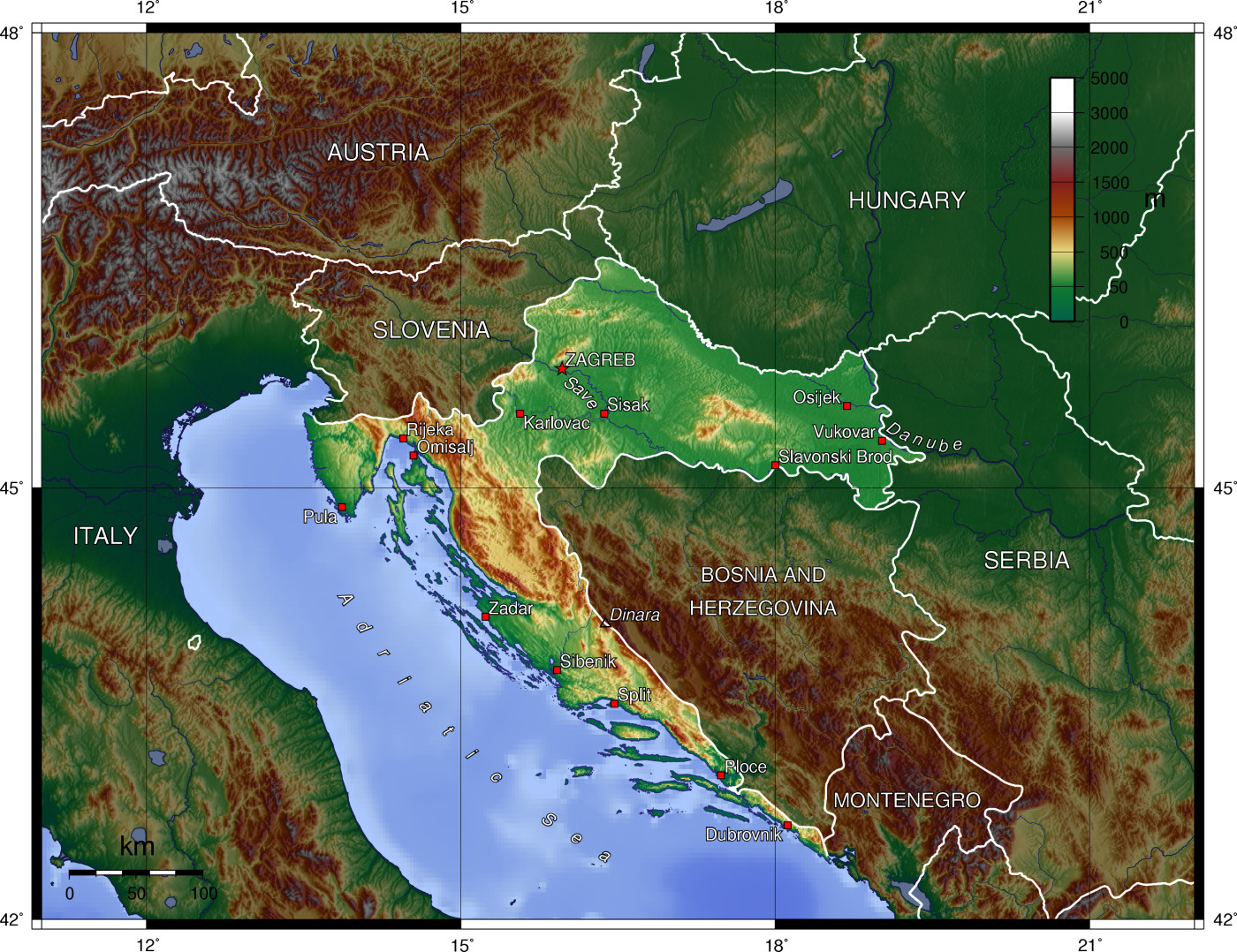
Topografische kaart

Kroatië ligt in Zuidoost-Europa en grenst aan de Adriatische Zee. Het land grenst aan Bosnië en Herzegovina, Hongarije, Montenegro, Servië en Slovenië en deelt een zeegrens met Italië.

## Basisgegevens
Geografische coördinaten:
45° 10′ NB, 15° 30′ OL 
Kaart:
Van CIA World Factbook
Gebied:

Continent: 56.542 km²
- land: 56.414 km²
- water: 128 km²

zee:
33.200 km²

samen:
89.742 km²
Vergelijking van het landoppervlakte:
ongeveer 1000 km² groter dan Nederland en Vlaanderen samen.
Grenzen:

totaal:
2197 km

Aangrenzende landen:
- Bosnië en Herzegovina (932 km)
- Slovenië (670 km)
- Hongarije (329 km)
- Servië (241 km)
- Montenegro (25 km)

Kust:
5835 km (het vasteland 1777 km en de eilanden 4058 km)

Zie ook: Lijst van Kroatische eilanden
Maritieme claims:

Continentaal plat:
200-m diepte of tot de diepte van exploitatie

zee:
tot aan 12 zeemijlen
Klimaat:
Kroatië heeft een mediterraan en landklimaat; de laatste heeft hete zomers en koude winters; langs de kust zijn de winters echter mild en de zomers droog.
Grond:
Geografisch gezien is Kroatië erg divers; zo zijn er vlakke velden aan de grens met Hongarije en laaggebergte en hooglanden vlak bij de Adriatische kust en op de eilanden
Hoogte extremen:

laagste punt:
de Adriatische Zee 0 m

hoogste punt:
de Dinara op 1.831 m
Uiterste punten:
Hier staan de noordelijkste, zuidelijkste, oostelijkste en westelijkste punten van Kroatië:
- Noordelijkste punt: Žabnik in de gemeente Sveti Martin na Muri (in de provincie Međimurje), - 46° 33′ NB, 16° 22′ OL
- Zuidelijkste punt:
  - het Eilandje Galijula (een eilandje behorend tot het Palagruža archipel in de Adriatische Zee), dat tot de stad Komiža behoort (gelegen in de provincie Split-Dalmatië), - 42° 23′ NB, 16° 21′ OL 
  - Op het vasteland: Rt Oštra (in de gemeente Cavtat), - 42° 24′ NB, 18° 32′ OL
- Oostelijkste punt: Rađevac (deel van Ilok), in de stad Ilok (gelegen in de provincie Vukovar-Srijem), - 45° 12′ NB, 19° 27′ OL
- Westelijkste punt: Rt Lako, in Bašanija, in de stad Umag (gelegen in de provincie Istrië), - 45° 29′ NB, 13° 30′ OL

Natuurlijke bronnen:
Petroleum, een beetje kool, bauxiet, ijzererts, calcium, natuurlijk asfalt, silica, mica, kleien, zout, waterkracht
Landgebruik:

bewerkbaar land: 23,55%

permanent door landbouw gebruikt: 2,24%

overig: 74,21% (schatting uit 1998)
Geïrrigeerd land:
30 km² (schatting uit 1998)
Natuurlijke rampen:
vernietigende aardbevingen
Natuurproblemen:
luchtvervuiling (van metallurgische fabrieken) en zure regen tast de bossen aan; vervuiling rond de kust van industrieel en huishoudelijk afval;
het verwijderen van landmijnen en de heropbouw van de infrastructuur na de onafhankelijkheidsoorlog tussen 1991-1995
Internationale overeenkomsten betreffende milieukwesties:

Luchtvervuiling,
Luchtvervuiling-zwavel 94,
Biodiversiteit,
klimaatverandering,
Woestijnuitbreiding,
Bedreigde diersoorten,
rampzalige vervuiling,
wet van de zee,
Dumpen vanuit boten,
Ban op het nucleaire testen,
Montreal Protocol,
Scheepsvervuiling (MARPOL 73/78),
Draslanden

getekend maar niet geratificeerd:
Luchtvervuiling-Persistente Organische Vervuilers,
Klimaatverandering-Kyoto Protocol
Geografische noot:
Kroatië heeft de meeste landroutes van West-Europa naar de Egeïsche Zee en de Turkse Straten in handen.